# Mathieu Goubel
Mathieu Goubel, né le 3 avril 1980 à Boulogne-sur-Mer, est un céiste français (course en ligne), sacré champion d'Europe en canoë monoplace 1000 m en 2008. Il a également à son palmarès trois médailles mondiales ainsi que plusieurs titres de champion de France de C1, C2 et C4. Il est licencié au club de Boulogne-sur-Mer.

## Biographie
En 1999, Goubel remporte la médaille de bronze en C4 500 m lors des Championnats du monde.
Mathieu Goubel a été sacré champion d'Europe le 17 mai 2008 à Milan. Il obtient du même coup un quota de participation aux Jeux olympiques de 2008 à Pékin. À ces Jeux, il est finaliste des deux courses C1 500m et 1000m et se classe, respectivement, 4e et 7e.
En 2009, Goubel remporte trois médailles lors des Championnats du monde. Il devient tout d'abord vice-champion du monde en canoë monoplace 1000 m le 15 août puis le lendemain il obtient la médaille de bronze en canoë monoplace 500 m. Il remporte enfin une troisième médaille dans ces championnats avec le relais C1 4 × 200 m.
L'année suivante, il remporte deux médailles d'argent lors des championnats d'Europe lors des courses C1 500 m et 1000 m. Qualifié pour le C1 1000 m des Jeux olympiques de 2012, Goubel remporte la médaille d'argent sur cette épreuve lors des championnats d'Europe qui se déroulent à un mois du début des Jeux. Il gagne ensuite la médaille d'or en C1 500 m.
Cinquième du C1 1000 mètres aux Jeux olympiques de 2012, il est également septième du C1 200 mètres après avoir brièvement détenu le record olympique de la discipline après sa victoire dans sa demi-finale.
L'année suivante, Goubel obtient à nouveau la médaille d'argent du C1 1000 m aux championnats d'Europe.

## Palmarès

### Championnats du monde
- 1999 à Milan,  Italie :
  -  Médaille de bronze en C-4 500 m
- 2009 à Dartmouth,  Canada :
  -  Médaille d'argent en C-1 1 000 m
  -  Médaille de bronze en C-1 500 m
  -  Médaille de bronze en C-1 relais 4 × 200 m

### Championnats d'Europe
- 2008 à Milan  Italie :
  -  Médaille d'or en C-1 1 000 m
- 2010 à Trasona  Espagne :
  -  Médaille d'argent en C-1 500 m
  -  Médaille d'argent en C-1 1 000 m
- 2012 à Zagreb  Croatie :
  -  Médaille d'or en C-1 500 m
  -  Médaille d'argent en C-1 1 000 m
- 2013 à Montemor-o-Velho  Portugal :
  -  Médaille d'argent en C-1 1 000 m